# Chromadorina
Chromadorina zijn een onderorde van rondwormen (Nematoda).

## Taxonomie
De volgende superfamilie wordt bij de orde ingedeeld:
- Chromadoroidea Filipjev, 1917